# Макарівка (Дністровський район)
Мака́рівка — хутір в Україні, у Кельменецькій селищній громаді Дністровського району Чернівецької області. Корінне населення 5 осіб. На сьогодні є дачним поселенням.

## Історія
В 1981 році почалось заповнення басейну Дністра водою, яке тривало шість років, внаслідок цього частина села Макарівка затоплено в долині річки Дністер.
З 1991 року в складі незалежної України.
В 2021 році шляхом об'єднання сільських рад, село увійшло до складу Кельменецької селищної громади.

## Населення
За даними 1885 року, «Макарівка — село царачьке при річці Дністер, 593 особи, 91 двір, православна церква.»
1930: 688 (Перепис)
Згідно з переписом УРСР 1989 року чисельність наявного населення села становила 41 особа, з яких 16 чоловіків та 25 жінок.
За переписом населення України 2001 року в селі мешкали 22 особи.
Згідно перепису 2007 року селі проживало 26 осіб.

### Мова
Розподіл населення за рідною мовою за даними перепису 2001 року:
| Мова       | Відсоток |
| ---------- | -------- |
| українська | 96,15 %  |
| російська  | 3,85 %   |

## Туризм
У селі Макарівка діють 4 будинки відпочинку на березі Дністра з комфортними умовами. За рахунок пологого берегу та теплого клімату тут знаходиться декілька пляжів для відпочинку як: платних, приватних зі благо-устроєм, так і диких. Діють бази відпочинку, садиби, які надають широкий спектр послуг за кошти для відпочиваючих.